# ملعب كوسكاتلان

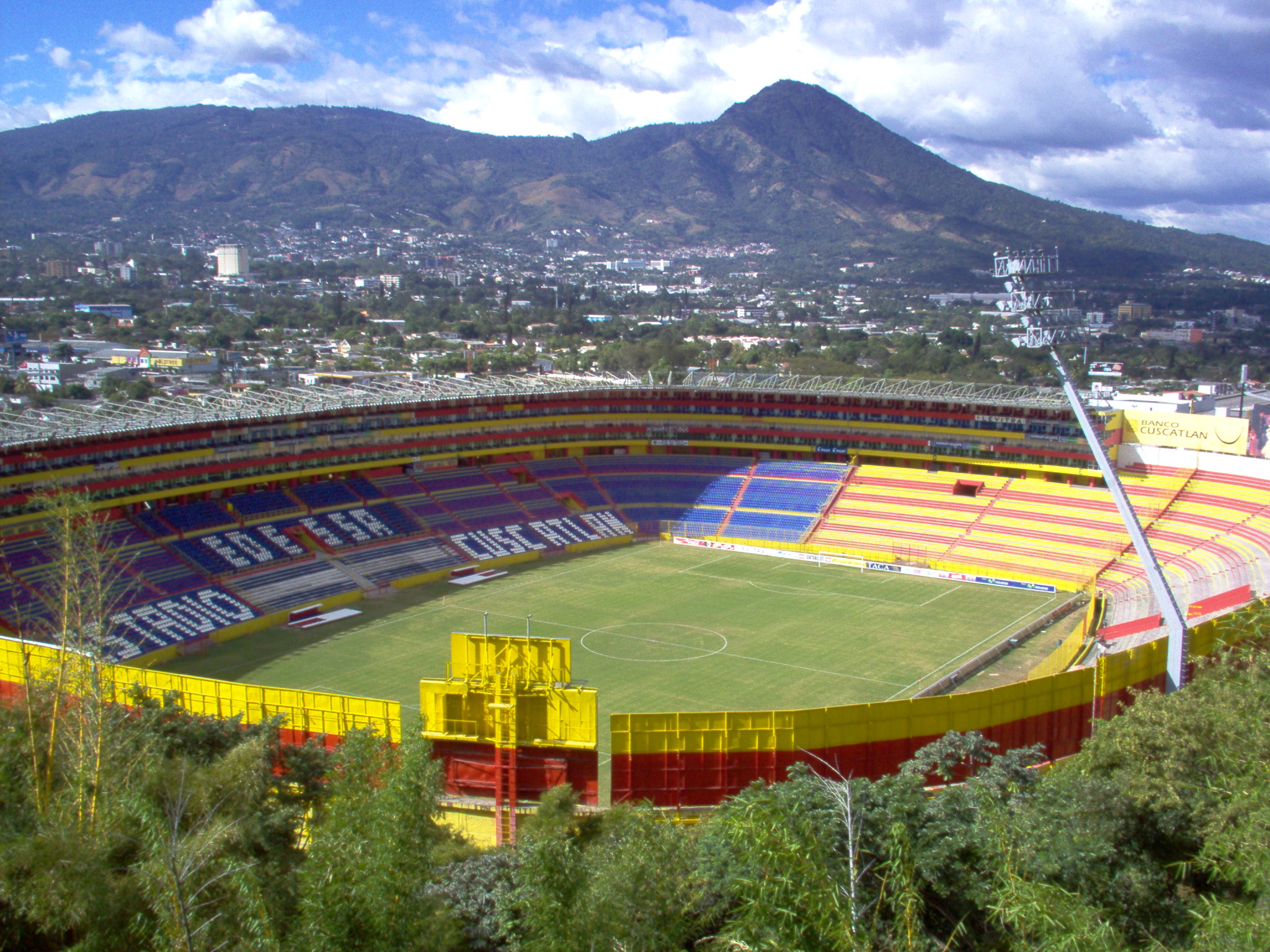

ملعب كوسكاتلان هو ملعب كرة قدم يقع في سان سلفادور عاصمة السلفادور . يسع الملعب لجلوس 44,313 متفرج . يعتبر الملعب الرسمي الذي يخوض فيه منتخب السلفادور مبارياته الدولية . تم افتتاح الملعب في 1976 ثم تم تجديده مرتين في 2001 و2007 .